# (33743) 1999 NC55
1999 NC55 (asteroide 33743) é um asteroide da cintura principal. Possui uma excentricidade de 0.17769780 e uma inclinação de 13.14496º.
Este asteroide foi descoberto no dia 12 de julho de 1999 por LINEAR em Socorro.